# Кийт Робъртс
Кийт Робъртс (на английски: Keith Roberts) е английски илюстратор, графичен дизайнер и писател, автор на произведения в жанровете научна фантастика, фентъзи, исторически роман и трилър. Писал е и под псевдонимите Алистър Бивън (Alistair Bevan), Джон Кингстън (John Kingston) и Дейвид Стрингър (David Stringer).

## Биография
Кийт Робъртс е роден на 20 септември 1935 г. Кетъринг, Нортхамптъншър, Англия. Учи в художествената школа в Нортхемптън и получава диплома по дизайн. После завършва Университета на Лестър с диплома за илюстратор и карикатурист. Работи в областта на рекламата и илюстрацията.
През 1964 г. започва да публикува разкази в списание „Science Fantasy“ с „Анита“, първия от неговата поредица от истории за млада жена със свръхестествени сили. Пише множество романи и разкази.
Кийт Робъртс умира от усложнения от множествена склероза на 5 октомври 2000 г. в Солсбъри, Уилтшър, Англия.

## Произведения

### Самостоятелни романи
- The Furies (1966)
- Pavane (1968)
- Anita (1970) – сборник
- The Inner Wheel (1970)
- The Boat of Fate (1971)
- Molly Zero (1980)
- Kiteworld (1985) – сборник
- Kaeti and Company (1986) – сборник
- Kaeti's Apocalypse (1986) – сборник
- Grainne (1987)
- The Road to Paradise (1989)
- The Event (1989)
- Kaeti on Tour (1992)

### Сборници
- Machines and Men (1973)
- The Chalk Giants (1974)
- The Grain Kings (1976)
- The Passing of the Dragons (1977)
- Ladies from Hell (1979)
- The Lordly Ones (1986)
- A Heron Caught in Weeds (1987)
- Winterwood: And Other Hauntings (1989)

### Разкази
- The Grain Kings
- I Lose Medea
- The Trustie Tree
- The White Boat
- Boulter's Canaries (1965)
- The Furies (part two) (1965)
- Idiot's Lantern (1965)
- The Inner Wheel (1965)
- Sub-Lim (1965)
- Manscarer (1966)
- The Scarlet Lady (1966) – като Алистър Бивън
- The Signaller (1966)
- Synth (1966)
- Timothy (1966)
- Coranda (1967)
- Therapy 2000 (1969)
- The God House (1971) – номинация за награда „Небула“
- The Passing of the Dragons (1972)
- Weihnachtsabend (1972)
- The Lake of Tuonela (1973)
- The Ministry of Children (1975)
- The Shack at Great Cross Halt (1977)
- The Lordly Ones (1980) – номинация за награда „Хюго“
- Kaeti's Nights (1981)
- Kitemistress (1985)
- The Inn at the World's End (1986)
- The Tiger Sweater (1987) – номинация за награда „Небула“
- Measured Perspective (1990)
- Mrs Byres and the Dragon (1990)
Госпожа Байръс и драконът в „Дракони : фантастична антология“, изд.: „ЕГИ“ (2002), прев. Елена Павлова

### Документалистика
- Bruegel (1971)
- Degas (1976)
- Irish Encounters (1988)
- Lemady: Episodes of a Writer's Life (1997) – полуавтобиографичен

### Книги за Кийт Робъртс
- Keith Roberts (1993) – от Фил Стивънсън-Пейн